# Light Coorporation
Light Coorporation ist Instrumentalgruppe aus dem Bereich von Avantgarde und Progressive Rock. In ihrem Schaffen kann man auch Einflüsse von anderen Musikgattungen wie z. B. Jazz, Fusion oder Psychedelic Rock finden. Außerdem lässt sich Light Coorporation von solchen Bands inspirieren, die sich auf Musik von Canterbury Sound oder von der Bewegung Rock in Opposition konzentrieren.

## Geschichte

### Die Entstehung und erste Aufnahmen (2007–2010)
Die Gruppe Light Coorporation entstand im Jahre 2007. Sie wurde von Mariusz Sobański (Sobanski Music Laboratory) gegründet, der ein Komponist und Produzent von Platten mit progressiver Musik und Avantgarde Jazz und Rock ist. In demselben Jahr, im Zuge der Vorbereitungen auf die Konzerte in Großbritannien, veröffentlichte die Gruppe selbständig die EP Back Up Session (2007).
Im Jahr 2008 wurde die erste audiovisuelle Ausgabe von Beyond a Shadow of a Doubt veröffentlicht, die Multimedia von Konzerten und einzigartige Filme aus Videobändern, die für die Band vorbereitet waren, beinhaltete.

### Rare Dialect(2011)
Am 10. August 2011 stellte die Gruppe das Debütalbum Rare Dialect vor, das positive Rezensionen von Musikkritikern sowohl als auch auf der ganzen Welt sammelte. An seiner Aufnahme nahmen neben Sobański (E-Gitarre) auch Robert Bielak (Violine), Miłosz Krauz (Schlagzeug), Michał Pijewski (Tenorsaxophon), Tomasz Struk (Fretless Bass) und Marcin Szczęsny (Synthesizer, Fender Rhodes) teil.
Die Platte wurde unter dem renommierten Musiklabel aus London RēR Megacorp, also Recommended Records Chris Cutler (u. a. Henry Cow, Cassiber, Pere Ubu, The Residents) vertrieben, mit dem Light Coorporation einen Kontakt durch Henry Palczewski, der ein Eigentümer von der polnischen, selbständigen Vertriebs- und Verlagsfirma „ARS“2 ist, aufnahm. Der Anfang der Zusammenarbeit mit Recommended Records war ein großer Erfolg für die Gruppe. Bis jetzt, die einzige polnische Band, die noch in den 1980er Jahren eine Platte für die Plattenfirma Cutler aufgenommen hat, war die Gruppe Reportaż.
Rare Dialect wurde im Studio Vintage Records aufgenommen. In den Aufnahmen wurden die alten Analogpreamps, Kompressoren, Verstärker und Kassettenrekorder Studer A807 verwendet, die früher dem Polnischen Hörfunk gehörten. Die Musiker hatten sowohl das Erreichen vom Klang, der kennzeichnend für Longplays aus den 1960er und 1970er Jahren war, als auch das Erreichen von Authentizität und Natürlichkeit zum Ziel. Aus diesem Grund wurden verschiedene, plötzlich im Laufe der Tonaufnahme vorgekommene Geräusche wie z. B. Knackgeräusche oder Rauschen gelassen. Die Sorge um den Klang von guter Qualität und die Verwendung von Aufnahmeausrüstung älterer Generation drückten seinen Stempel den weiteren Alben dieser Band auf.

### Aliens from Planet Earth(2012)
Am 20. Juni 2012, also fast ein Jahr nach Veröffentlichung von Rare Dialect, stellte Light Coorporation ihr zweites Album Aliens from Planet Earth vor. Es wurde auch durch Recommended Records veröffentlicht, wurde aber von Mariusz Sobański (E-Gitarre und Baritonvioloncello), Robert Bielak (Violine), Miłosz Krauz (Schlagzeug), Paweł Rogoża (Tenorsaxophon und Korg Kaossilator Pro – ein Instrument, das fortlaufend die Verarbeitung des Tons ermöglichte, der gerade herausgebracht wird), Krzysztof Waśkiewicz (E-Bass und Tonbandgerät) aufgenommen. Die von ihm herausgebrachte Musik wurde beim Auftritt im Wasserturm in Konin in der Galerie vom Zentrum der Kultur und Kunst „Wasserturm“ aufgezeichnet, wodurch in der Platte beinhaltete Musikstücks einen sehr räumlichen, klaren und natürlichen Klag bekamen. Selbst die Musik ist noch freier und improvisierter geworden. Sie ist weniger konkretisiert, aber mehr malerisch und psychedelisch als beim Debüt geworden.
Unter dem Titel Aliens from Planet Earth erschien eine zweite audiovisuelle Ausgabe, die im DVD-Format gespeichert wurde. Ähnlich wie bei Beyond a Shadow of a Doubt hat sie gezeigt, dass die Konzerte von Light Coorporation eine Verbindung von Musik und Filmvorführung bilden, die in der Atmosphäre von Independent-Film, in Stilistik von Videokunst und oft in Konvention von einem schwarz-weißen Dokument eingehalten sind. Im Laufe der Projektion sind die visuellen Materialien direkt übertragen. Diese Materialien bestehen aus Fragmenten von Filmen, archivierten Videobändern und Fotografien, die eine Abbildung der heutigen Welt darstellen. Während des Abspielens der Konzerte führt das Bild mit der Musik einen eigenartigen Dialog. Eine Auswirkung durch das Bild und durch den Ton, ein Anbau von Stimmung angefangen von Riffen einschließlich bis zur Stille sollten den Zuhörern nachdenklich machen.

### about(2013)
Die dritte Platte von Light Coorporation, betitelt about, wurde am 30. Mai 2013 veröffentlicht. Sein Herausgeber, wie bei den zwei anderen, war Recommended Records. Diesmal nahmen an den Aufnahmen zwölf Personen teil, was mit einem unterschiedlichen Klang erfolgte. Neben Musikern aus vorherigen Platten, also Sobański (Gitarre, Fender Rhodes), Szczęsny (Synthesizer, Fender Rhodes), Struk (E-Bass), Rogoża (Tenorsaxophon), Pijewski (Tenorsaxophon), Krauz (Schlagzeug) und Bielak (Violine) spielten im Studio auch Kuba Jankowiak (Trompete), Barbara Kucharska (Flöte), Piotr Oses (Kontrabass) und Daniel Pabierowski (Tenorsaxophon). Von Sobański geschaffene Kompositionen wurden auch diesmal im Vintage-Geiste erhalten, hierbei wurde das Album konkretisiert. Es beinhaltete die Essenz des Debüts und sammelte, auch wie früher, schmeichelhafte Rezensionen aus aller Welt.

### Chapter IV – Before the Murmur of Silence(2014)
Am 6. Oktober 2014 gab Light Coorporation bekannt, dass die vierte Platte Chapter IV – Before the Murmur of Silence betitelt wird und wie die drei letzten durch RēR Megacorp herausgegeben wird. Das Album kam am 4. Dezember 2014 heraus und wurde in der Zusammensetzung Mariusz Sobański (E-Gitarre und Baritonvioloncello), Paweł Rogoża (Tenorsaxophon), Kuba Jankowiak (Trompete), Witold Oleszak (Klavier), Piotr Oses (Kontrabass), Krzysztof Waśkiewicz (E-Bass) und Miłosz Krauz (Schlagzeug, Schlaginstrumente) aufgenommen.

## Mitglieder
Rare Dialect:
- Mariusz Sobański – E-Gitarre
- Robert Bielak – Violine
- Michał Pijewski – Tenorsaxophon
- Marcin Szczęsny – Synthesizer, Fender Rhodes
- Tomasz Struk – Fretless Bass
- Miłosz Krauz – Schlagzeug

Aliens from Planet Earth:
- Mariusz Sobański – E-Gitarre, Baritonvioloncello
- Paweł Rogoża – Tenorsaxophon
- Robert Bielak – Violine
- Krzysztof Waśkiewicz – E-Bass
- Miłosz Krauz – Schlagzeug

about:
- Mariusz Sobański – E-Gitarre, Fender Rhodes
- Robert Bielak – Violine
- Paweł Rogoża – Tenorsaxophon
- Michał Pijewski – Tenorsaxophon
- Daniel Pabierowski – Tenorsaxophon
- Jakub Jankowiak – Trompete
- Barbara Kucharska – Flöte
- Marcin Szczęsny – Synthesizer, Fender Rhodes
- Piotr Oses – Kontrabass
- Tomasz Struk – E-Bass
- Miłosz Krauz – Schlagzeug

Chapter IV – Before the Murmur of Silence:
- Mariusz Sobański – E-Gitarre, Baritonvioloncello
- Paweł Rogoża – Tenorsaxophon
- Kuba Jankowiak – Trompete
- Witold Oleszak – Klavier
- Piotr Oses – Kontrabass
- Krzysztof Waśkiewicz – E-Bass
- Miłosz Krauz – Schlagzeug, Schlaginstrumente

## Diskografie

### Studioalben
- 2011: Rare Dialect (Recommended Records)
- 2012: Aliens from Planet Earth (Recommended Records)
- 2013: about (Recommended Records)
- 2014: Chapter IV – Before the Murmur of Silence (Recommended Records)
- 2018: House on the Moon (Recommended Records)

### Live-Alben
- 2018: Radio Full Liv(f)e (Recommended Records)

### EPs
- 2007: Back Up Session

### Videoalben
- 2008: Beyond a Shadow of a Doubt (DVD)
- 2012: Aliens from Planet Earth (DVD)